# Construcción exocéntrica
La construcción exocéntrica, según Quirk, Greenbaum, Leech y Svartvick (1985), es aquella construcción sintáctica que no cuenta con ningún elemento que pueda ser sustitutivo de toda ella.
- Por ejemplo, dentro del enfoque bloomfieldiano o estructuralista, un sintagma preposicional o una oración son tratados como construcciones exocéntricas, aunque el enfoque generativista más reciente analiza dichos constituyentes sintácticos como construcciones endocéntricas.
- Varias construcciones perifrásticas analíticas formadas mediante un nexo coordinante pueden considerarse construcciones exocéntricas. Así en el sintagma Juan y Pedro, ninguno de los nombres propios es el núcleo sintáctico de todo el sintagma.

- Datos: Q1384219